# Элифас Леви
Альфо́нс-Луи́ Конста́н (фр. Alphonse Louis Constant, литературный псевдоним Элифа́с Леви́, 8 февраля 1810 — 31 мая 1875) — французский аббат, философ, оккультист и таролог.

## Биография
Констан родился в Париже в семье сапожника. С юношеского возраста стал проявлять интерес к оккультным наукам и магии. После нескольких лет в роли послушника он стал диаконом
и занялся преподавательской деятельностью в Пти-де-Пари, приняв клятву плотского воздержания, о чём впоследствии жалел. Затем сделался священником Католической церкви. Беспокойный характер побуждает его постоянно менять приходы. В 1836 году Луи Констан влюбляется в некую Адель Алленбах, что, естественно, приводит к краху его духовной карьеры. Это, в свою очередь, послужило причиной самоубийства его матери, которая слишком многого ожидала от своего сына.
После сложного 1839 года, Констан покинул монастырь и стал последователем теорий Ганно, или Мапа, как его также называли. Знакомство с ним сильно повлияло на мировоззрение Луи как мага и послужило катализатором написания книги «Библия свободы», за публикацию которой он отсидел в тюрьме 8 месяцев. Учение, изложенное в данной книге, а также в ряде других, сам Констан характеризовал как «неокатолический коммунизм». Это учение имело немало последователей в среде низшего французского духовенства.
В 1846 году Констан обвенчался с 18-летней Ноэми Кадио, которая была яркой творческой личностью и составила ему достойную пару. Однако все их дети умирали ещё в младенчестве, а сама Ноэми в 1853 году увлеклась другим и покинула мужа.
Вскоре состоялась ключевая для жизни мага встреча. Новый знакомый оказался польским оккультистом — Ю. М. Гене-Вронским. А затем Констан познакомился с писателем Бульвер-Литтоном, который также интересовался эзотерикой и с которым он вступил в оккультную группу, практикующую магию, гипноз, астрологию.
В Лондоне Луи Констан вызывал духа мага Аполлония Тианского, жившего в I веке. Тогда же Констан перевёл на иврит своё имя — Альфонс-Луи — и взял магический псевдоним Элифас Леви.
Стареющий Леви жил за счёт издания своих оккультных работ и материальной помощи своих многочисленных учеников. Незадолго до смерти заявил Католической церкви о своем раскаянии в своих прежних религиозных заблуждениях. Элифас Леви умер от водянки 31 мая 1875 года. После его смерти барон Спедальери, будучи преданным его учеником, издал ещё одну книгу мастера — «Ключ к Великим Арканам, или Разоблачённый оккультизм».
Слухи о том, что Леви участвовал во многих эзотерических сообществах, так и остались ни опровергнутыми, ни доказанными. По непроверенным данным, в 1861 году он вступил во французскую масонскую ложу, но вскоре, разочаровавшись, покинул её. В любом случае, сообщества, в рядах которых стоял Элифас, многое почерпнули из его концепций.
Похоронен на кладбище в Иври-сюр-Сен.

## В современной культуре
- Леви  и его книга упоминаются в романе Дэниса Уитли «Выход дьявола», где подвергается довольно жесткой критике: "Возьми этого несусветного недоумка Илифаса Леви, который претендовал на титул Верховного Жреца «Вселенной» в Викторианские времена, приходилось ли тебе читать его книгу «Доктрина и Ритуал Магии»? В предисловии он профессорски излагает свое намерение рассказать всем об этой игре и что он написал настоящее практическое руководство, с помощью которого любой, кто ни пожелает, может назвать дьявола и показывать всякие обезьяньи трюки. На сотне страниц он разглагольствует об огненных мечах и тетраграммах и разных ужасах, но что из этого всего можно понять? Да ничего! В конце он выкручивается тем, что говорит, будто такие тайны слишком ужасны и опасны в руках профана. Мистическая тарабарщина, мой друг"
- Леви упоминается в романе Говарда Лавкрафта «Случай Чарльза Декстера Варда».
- В видеоигре Necronomicon: The Dawning of Darkness главный герой Уильям Стэнтон вызвал дух Леви, чтобы узнать у него способ спасти своего друга от влияния злого колдуна.

## Самые известные книги
- Учение и ритуал высшей магии = Dogme et Rituel de la Haute Magie, 1854—1856 / ISBN 978-5-904844-03-5. (том 1 — Учение, том 2 — Трансцендентальная магия)
- Ключ к Великим Тайнам = La Clef des Grands Mystères, 1861 / Н.Новгород, 2013. — ISBN 978-5-904844-39-4
- История Магии = Histoire de la Magie, 1860
- Наука о духах = La science des esprits, / Н.Новгород, 2013. — ISBN 978-5-904844-14-1
- Великий Аркан или разоблаченный оккультизм, / Н.Новгород, 2014. — ISBN 978-5-904844-88-2